# Exploración física

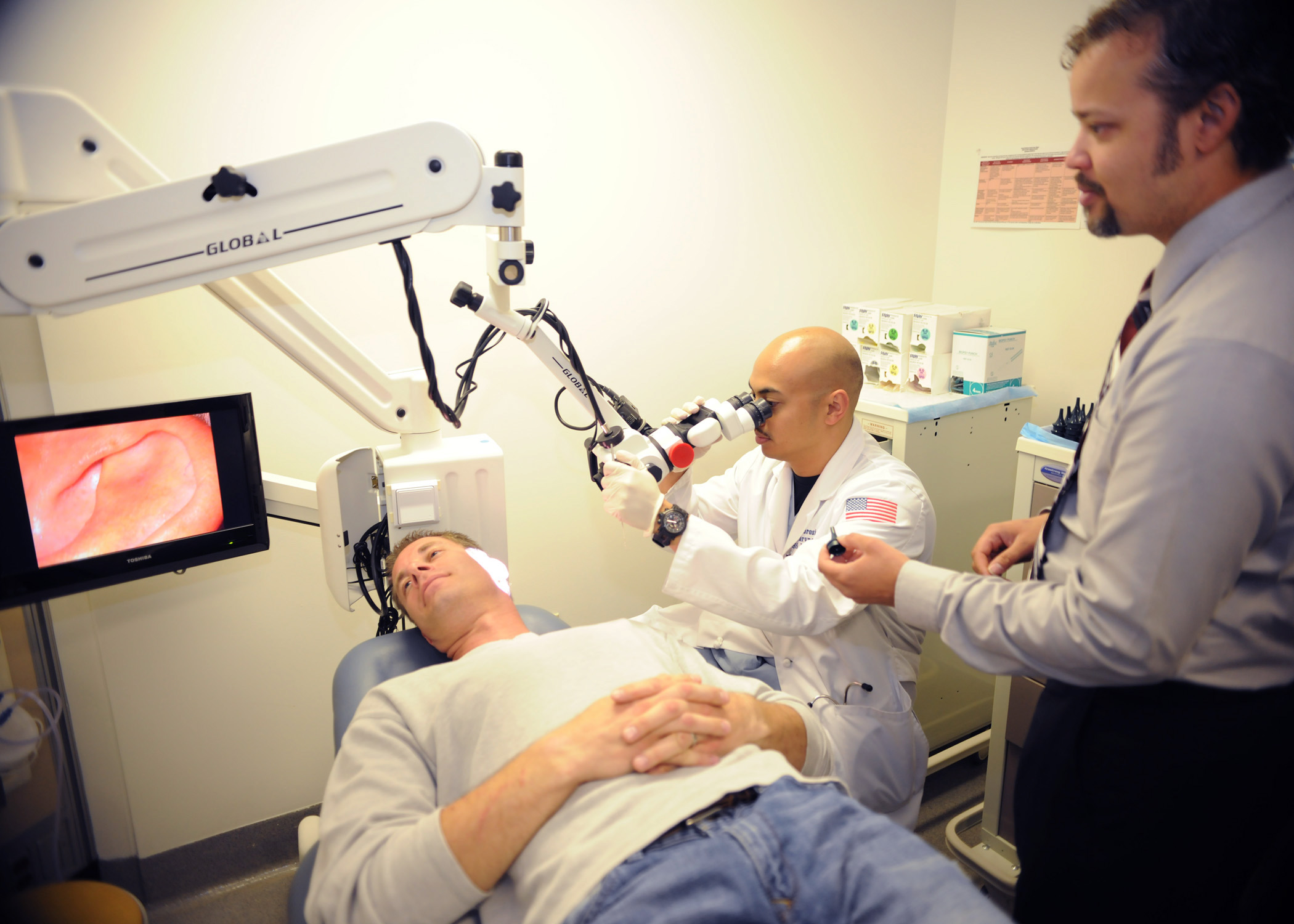
Exploración física de un paciente

La exploración física o examen clínico es el conjunto de maniobras que realiza un médico o enfermero para obtener información sobre el estado de salud de una persona. La ciencia encargada de su estudio se denomina Semiología clínica. La exploración clínica la realiza el médico al paciente, después de una correcta anamnesis en la entrevista clínica, para obtener una serie de datos objetivos o signos clínicos que estén relacionados con los síntomas que refiere el paciente. La información conseguida mediante la anamnesis y la exploración física se registra en la historia clínica, y es la base de un juicio clínico inicial a partir del cual se solicitan o no determinadas exploraciones complementarias, que confirmen el diagnóstico médico de un síndrome o enfermedad.
En muchas ocasiones una correcta exploración clínica, acompañada de una buena anamnesis, ayuda a establecer un diagnóstico sin necesidad de la realización de pruebas clínicas o exploraciones complementarias más complejas y costosas. Además, la exploración física establece un contacto físico estrecho entre el personal de enfermería y el médico con el paciente, consiguiendo así confianza en la relación enfermero o médico -paciente.

## Tipos

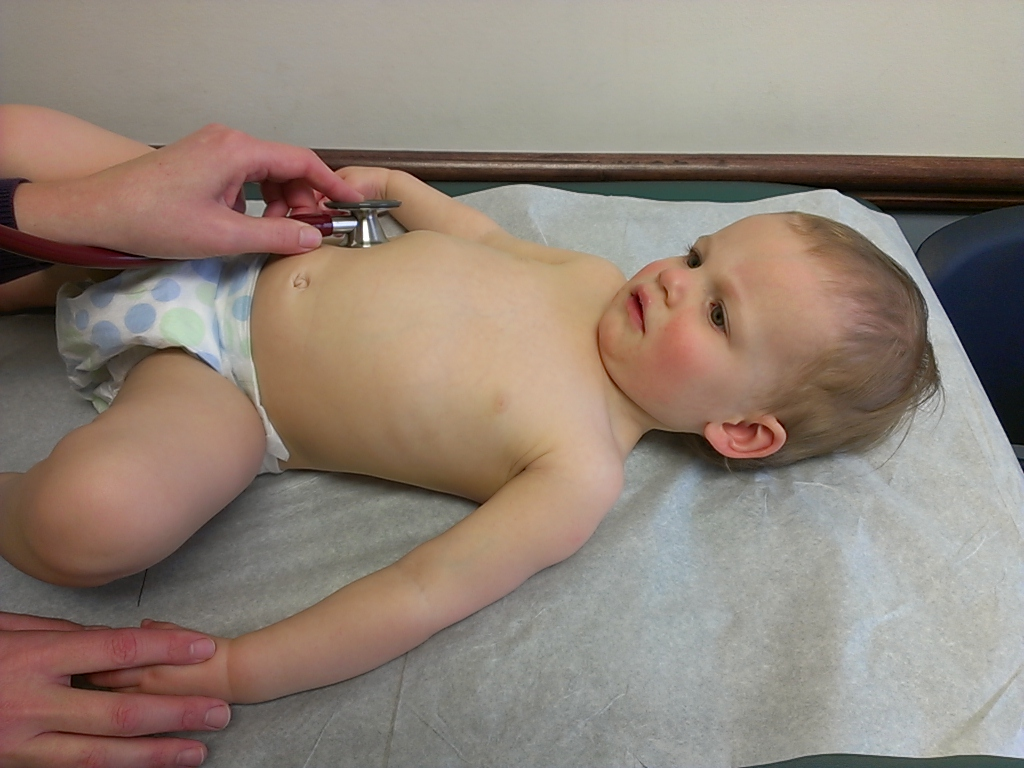
Un médico utiliza un estetoscopio para auscultar el abdomen de un niño de 15 meses.

### Rutina
El examen físico rutinario, también conocido como examen médico general, evaluación periódica de la salud, examen físico anual, examen médico completo, chequeo médico general, examen médico preventivo, chequeo médico, o simplemente médico, es un examen físico realizado a un paciente asintomático con fines de exploración médica. Normalmente los realiza un pediatra, un médico de familia, un fisioterapeuta, un asistente médico, una enfermera profesional certificada u otro profesional de atención primaria. Este examen físico rutinario suele incluir la evaluación HEENT en el Reino Unido. Los profesionales de enfermería como enfermeras diplomadas pueden desarrollar una evaluación de referencia para identificar los hallazgos normales frente a los anormales. Estas se comunican al proveedor de atención primaria. Si es necesario, el paciente puede ser enviado a un médico especialista para exámenes adicionales más detallados.
Por lo general, el término "no" incluye las visitas para el control de los recién nacidos, las citologías vaginales para el cáncer de cuello de útero o las visitas periódicas para personas con ciertos trastornos médicos crónicos (por ejemplo, diabetes mellitus).  El reconocimiento médico general suele incluir una historia clínica, un examen físico (breve o completo) y, en ocasiones, pruebas de laboratorio. Algunas pruebas más avanzadas son la ecografía y la mamografía.
Si se realiza a un grupo de personas, el examen físico rutinario es una forma de screening, ya que el objetivo del examen es detectar signos tempranos de enfermedades para prevenirlas.

#### Evidencia
Aunque los exámenes médicos anuales son una práctica rutinaria en varios países, los exámenes realizados a un paciente asintomático están poco respaldados por evidencia científica en la mayoría de la población. Un metaestudio de la Colaboración Cochrane halló que los exámenes físicos anuales rutinarios no reducen de forma apreciable el riesgo de enfermedad o muerte y, por el contrario, podrían conducir a sobrediagnóstico y sobretratamiento; sin embargo, este artículo no concluye que estar en comunicación regular con un médico no sea importante, simplemente que un examen físico real puede no ser necesario. 
Algunas notables organizaciones de salud general desaconsejan los exámenes anuales, y proponen una frecuencia adaptada a la edad y a los resultados de exámenes anteriores (factores de riesgo). La Sociedad Americana del Cáncer especializada recomienda un examen de salud relacionado con el cáncer anualmente en hombres y mujeres mayores de 40 años, y cada tres años para los mayores de 20 años. 
Una revisión sistemática de los estudios realizados hasta septiembre de 2006 concluyó que el examen sí mejora la realización de algunas otras intervenciones de cribado (como la citología vaginal, el cribado del colesterol y los análisis de sangre en heces) y disminuye la preocupación de los pacientes. La evidencia apoya varias de estas intervenciones individuales de cribado.  Los efectos de las revisiones anuales sobre los costes globales, la discapacidad del paciente y la mortalidad, la detección de enfermedades y los puntos finales intermedios, como la tensión arterial o el colesterol, no son concluyentes.  Un estudio reciente ha descubierto que el examen se asocia a una mayor participación en el cribado del cáncer.
Algunos empleadores exigen un chequeo médico obligatorio antes de contratar a un candidato, a pesar de que ahora es bien sabido que algunos de los componentes de la visita anual profiláctica en realidad pueden causar daño. Por ejemplo, las pruebas de laboratorio y los exámenes que se realizan a pacientes sanos (en contraposición a personas con síntomas o enfermedades conocidas) tienen estadísticamente más probabilidades de ser "falsos positivos", es decir, cuando los resultados de las pruebas sugieren un problema que no existe.  Entre las desventajas citadas se incluyen el tiempo y el dinero que podrían ahorrarse con cribados selectivos (argumento de economía sanitaria),  mayor ansiedad por los riesgos para la salud (medicalización), sobrediagnóstico, diagnósticos erróneos (por ejemplo, síndrome del corazón de atleta diagnosticado erróneamente como miocardiopatía hipertrófica) y daños, o incluso la muerte, derivados de pruebas innecesarias para detectar o confirmar problemas médicos, a menudo inexistentes, o al realizar procedimientos rutinarios como seguimiento tras el cribado. 

## Identificación del paciente
Es necesario identificar correctamente al paciente para evitar errores a la hora de asignar datos, pedir pruebas o indicar planes terapéuticos. Incluye los siguientes datos de filiación:
- Nombre y apellidos
- Sexo
- Fecha de nacimiento o edad
- Número de documento de identidad
- Según requerimientos particulares o institucionales puede incluir información adicional como domicilio, teléfono, número de historia clínica, nombre de su sistema de cobertura médica y su número de identificación en la misma, etc.

## Métodos

### Primarios
Clásicamente la exploración física es la percepción de los signos clínicos presentes en el paciente por los sentidos del médico. Se compone de:
- Inspección visual
- Palpación
- Percusión
- Auscultación
- Olfacción

### Secundarios
Son maniobras sencillas realizadas por el médico con el apoyo de instrumentos como una fuente de luz, un fonendoscopio, un esfigmomanómetro, un martillo de reflejos, etc.

## Inspección general
Inicialmente se hace una inspección general del paciente, evaluando su:
- Estado de consciencia
- Grado de colaboración
- Movilidad
- Actitud: apatía, coma, excitación
- Estado de nutrición: obesidad, anorexia, caquexia
- Grado de hidratación

### Constantes vitales
- Temperatura
- Pulso: fuerte, débil, filiforme
- Frecuencia cardiaca
- Frecuencia respiratoria

## Tipos
La exploración médica puede realizarse por aparatos o sistemas, o segmentaria cuando se centra directamente en una determinada zona corporal según los síntomas que refiere el paciente.

### Exploración por aparatos o sistemas

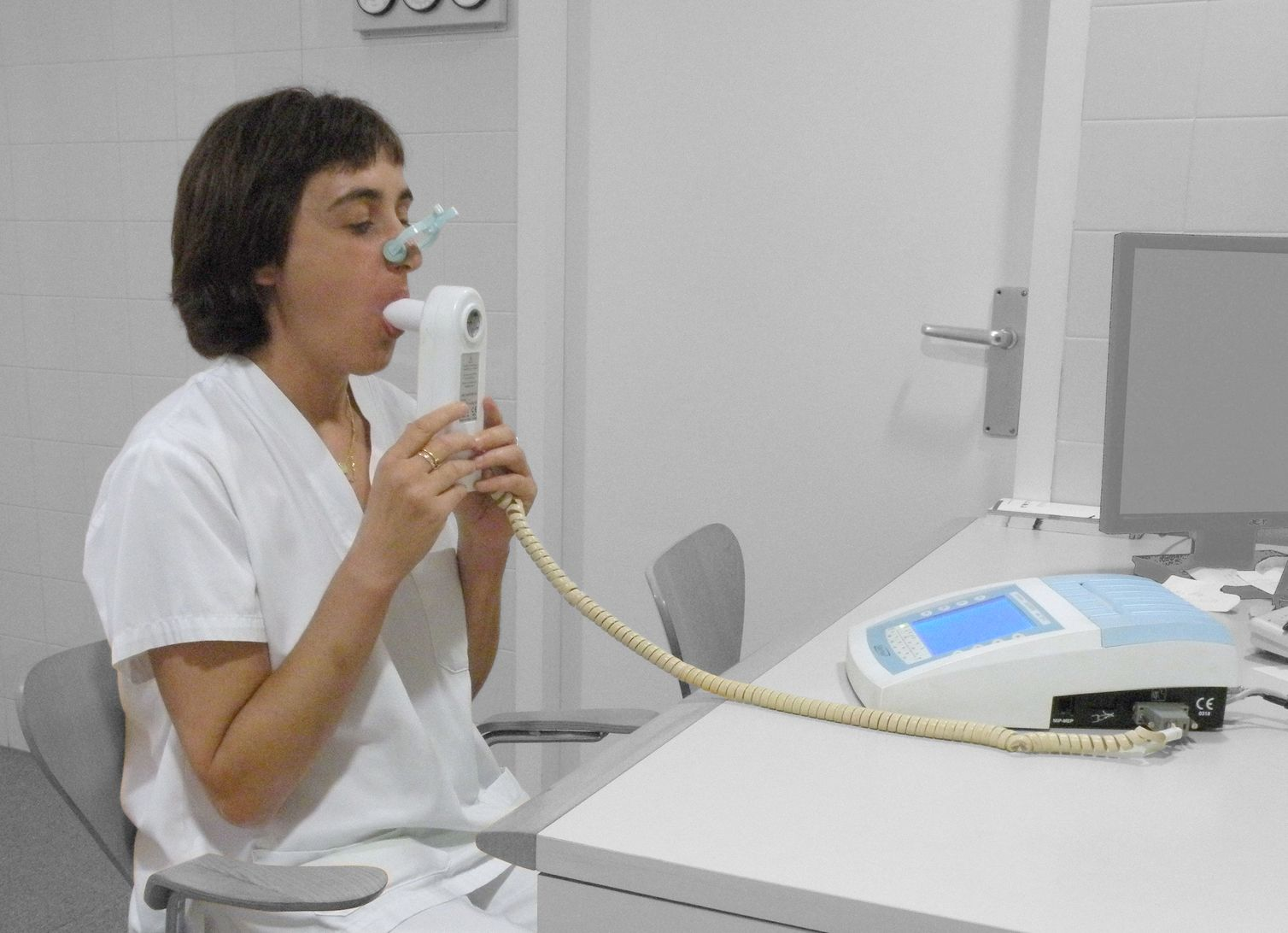
Examen del aparato respiratorio por espirometría

Según el aparato o sistema estudiado la exploración física se denomina:
- Examen cardíaco y vascular
- Examen del aparato digestivo
- Examen del aparato locomotor
- Examen del sistema linfático
- Examen dermatológico
- Examen ginecológico
- Examen neurológico
- Examen osteoarticular
- Examen otorrinolaringológico
- Examen pulmonar o respiratorio
- Examen psiquiátrico y psicológico
- Examen odontológico

### Examen físico segmentario

#### Cabeza
Tamaño: normocéfalo
Forma: braquicéfalo, dolicocéfalo, turricefalo
Perímetro craneano (en niños) 
- Cuero cabelludo: integridad, higiene
- Cara: simetría, aumento de volumen, movimientos involuntarios, presencia de lesiones. 
  - Frente: tamaño, simetría de pliegues
  - Arco periorbitario
  - Cejas
  - Párpados: parpadeo, simetría
  - Pestañas
  - Ojos
    - Globo ocular. Tamaño: exoftalmia, enoftalmia. Tensión
      - Conjuntiva ocular y palpebral
      - Escleras
      - Iris
      - Pupila
      - Córnea
      - Reflejo fotomotor, movimientos oculares, agudeza visual.

  - Nariz: tamaño
    - Tabique nasal: posición
    - Mucosa nasal: permeabilidad, olfato, aleteo nasal. Coriza

  - Oídos: forma, tamaño, posición, simetría. Audición
    - Pabellón auricular
    - Conducto auditivo externo: higiene, secreciones

  - Boca: halitosis
    - Labios
    - Encías
    - Dentadura: oclusión, masticación. Higiene
    - Lengua: gusto
    - Paladar duro
    - Paladar blando
    - Glándulas salivares: salivación

  - Amígdalas
  - Faringe
    - Deglución

#### Cuello
- Movilidad
- Tiroides: tamaño
- Tráquea
- Yugulares: pulso carotídeo, sensibilidad, aumentos de volumen, masa, rigidez.

#### Tórax
Forma, simetría, uso musculatura accesoria, retracción o abombamiento de espacios intercostales, elasticidad, expansión, movilidad de la caja torácica, dolor, masas, percusión. Lesiones, cicatrices, cambios de coloración.
- corazón: auscultación ruidos cardiacos
- Pulmones: auscultación ruidos pulmonares
- Mamas
- Axilas

Simetría, textura, aumento de volumen, presencia de masas, retracción, secreciones, cambio de coloración, sensibilidad.

#### Abdomen
Forma: plano, excavado, distendido, abombado, globuloso, en delantal.
- Ombligo: aspecto
- Perímetro abdominal: simetría, coloración, cicatrices, lesiones, circulación colateral, dolor, resistencia, masas, ruidos hidroaéreos, matidez, timpanismo, ascitis, organomegalias

Es importante tratar de palpar las vísceras para detectar agrandamientos o anomalías. El examen físico abdominal se realiza dividiendo el abdomen en 9 cuadrantes y se comienza por el hipocondrio izquierdo en sentido antihorario. En caso de que el paciente presente dolor se deberá comenzar por el lado opuesto al dolor y la región de dolor deberá ser la última.

#### Espalda
Piel, músculos, huesos.
- Zona dorsal
- Zona lumbar
- Zona glútea, interglútea y anal: hemorroides, edema lumbosacro

- Columna vertebral: Movimientos, alineación, deformidades, vicios, sensibilidad, curvatura.
  - Región cervical
  - Región torácica
  - Región lumbar
  - Región sacra
  - Región coccígea

#### Extremidades superiores e inferiores
Coloración, pulsos, sensibilidad, higiene. Edema, varices
- Tono muscular: flaccidez, contracturas, atrofia, hipertrofia. Fuerza y resistencia. Movilidad: rango de movimientos, limitaciones.
- Articulaciones: dolor, aumento de volumen, calor, rigidez, deformidad.
- Alineación de extremidades: genu valgum (X), genu varum (0)
- Brazos, manos y dedos
- Pies y tobillos: pie valgo, pie varo. Dolor. Queratodermia, hallux valgus, dedo en martillo.

#### Genitales
Escala de Tanner, hemorragia, dolor, secreciones, inflamación, masas, higiene.
- Vello pubiano
- Genitales femeninos
  - Labios mayores
  - Clítoris
  - Meato urinario
  - Labios menores
  - Abertura vaginal
  - Zona perineal
- Genitales masculinos
  - Testículos: tamaño, consistencia.
  - Pene: color, secreciones
    - Prepucio
    - Glande: esmegma
    - Meato urinario

## Historia
El historial médico y el examen físico eran sumamente importantes para el diagnóstico antes de que se desarrollara la tecnología de salud avanzada, e incluso hoy, a pesar de los avances en imágenes médicas y pruebas médicas moleculares, la anamnesis y el examen físico siguen siendo pasos indispensables en la evaluación de cualquier paciente. Antes del siglo XIX, la historia y el examen físico eran casi las únicas herramientas de diagnóstico que tenía el médico, lo que explica por qué la habilidad táctil y la apreciación ingeniosa en el examen eran tan valoradas en la definición de lo que era un buen médico. Incluso en 1890, el mundo no tenía radiografía o fluoroscopia, solo formas tempranas y limitadas de pruebas electrofisiológicas, y no de biología molecular como la conocemos hoy. Incluso desde este pico de la importancia del examen físico, los revisores han advertido que la práctica clínica y la educación médica deben permanecer vigilantes para apreciar la necesidad continua del examen físico y enseñar efectivamente las habilidades para realizarlo; esta llamada está en curso, como muestra la literatura del siglo XXI.

## Sociedad y cultura
Los pacientes pueden solicitar la modestia en entornos médicos cuando el proveedor de atención médica los examina.
En muchas sociedades occidentales, se requiere un examen físico para participar en actividades deportivas extracurriculares. Durante el examen físico, el médico examinará los genitales, incluidos el pene y los testículos. El médico puede pedirle al adolescente que tosa mientras examina el escroto. Aunque esto puede ser vergonzoso para un varón adolescente, es necesario ayudar a evaluar la presencia de hernias o tumores inguinales.